# Mont Ira
El mont Ira (grec antic: Ἰρά o Εἶρα) fou una muntanya de Grècia d'identificació desconeguda. Estava situada al nord de Messènia, pròxima al riu Neda, i els messenis la van fortificar a la segona guerra messènia i Aristòmenes va defensar durant deu anys contra els espartans. A una pujol a la vora del Neda anomenat Tetrázi, al costat de la vila de Kalkalétri, queden les restes d'una antiga fortalesa que fou probablement la del mont Ira.